# خانه خادم الحسینی (۸ بهشت زواره)
خانه خادم الحسینی (۸ بهشت زواره) مربوط به دوره قاجار است و در زواره، محله حسینیه کوچک، کوچه دربند، کوچه فاطمیه واقع شده و این اثر در تاریخ ۹ آبان ۱۳۷۷ با شمارهٔ ثبت ۲۱۳۶ به‌عنوان یکی از آثار ملی ایران به ثبت رسیده است.